# Vaginal Jesus
Vaginal Jesus was een Amerikaanse White Power grindcore-band uit Boston, Massachusetts. De band werd in 1988 in Milford en North Branford, Connecticut opgericht, maar verhuisde in het midden van de jaren '90 naar Boston. In 2004 werd de band opgeheven.

## Geschiedenis
Vaginal Jesus had een eerste platencontract bij het inmiddels opgeheven Swasticore Records. Bij dit label brachten ze het album Jesus Saves ... His Pennies uit. Nadat Swasticore Records ten onder ging, tekende Vaginal Jesus bij Reich-O-Rama Records, dat later hetzelfde lot zou ondergaan als Swasticore Records. Bij Reich-O-Rama Records brengen ze het album Beat Rodney Down uit, een conceptalbum over Rodney King. Hierna verhuisde de band naar Boston.

### Tri-State Terror
In 1995 richtte gitarist Jim Crow Mudoven op. Crow bleef echter nog wel meespelen bij Vaginal Jesus. Zij zouden later worden vermeld op een, bij MSR Productions uitgebrachte, compilatie-cd met de titel Leaderless Resistance.
In 2000 werd dan nog de compilatie-cd met de titel Affirmative Apartheid uitgebracht. Dit album was grotendeels samengesteld uit eerdere opnamen bij Swasticore en Reich-O-Rama Records. Het album bevatte verder de drie tracks van de MSR Productions-compilatie en niet eerder uitgebrachte tracks. Kort daarna ging Tri-State Terror ter ziele, waarna Vaginal Jesus achterbleef zonder platenlabel. In 2002 bracht Resistance Records Affirmative Apartheid opnieuw uit.
In 2004 werd Vaginal Jesus ontbonden. In 2011 stond er evenwel een nieuw optreden van de band op het programma, maar het geplande concert in New Jersey (geafficheerd als het eerste optreden van Vaginal Jesus in 22 jaar) werd afgelast naar aanleiding van de dood van Putnam. Mudoven bestaat nog steeds en heeft onder andere samengewerkt met het Amerikaanse Arghoslent en de Griekse band Der Stürmer. Hun werk werd uitgebracht bij Vinland Wind Records.

## Teksten
De songteksten van Vaginal Jesus zijn bekend vanwege hun extreem racistische aard. Eerdere Vaginal Jesus opnames zijn vooral anti-christelijk en antisemitisch. In latere uitgaven, in het bijzonder op het album Beat Rodney Down, bespot de band de Los Angeles-rellen van 1992 die uitbraken na de arrestatie van Rodney King. Crow gaf in een interview aan "dat het wenselijk was om een pejoratief bericht te sturen naar de zwarte gemeenschap", aangezien hun "antisemitische teksten niet relevant waren voor die tijd".

## Discografie
De band bracht vier albums uit:
- Jesus Saves...His Pennies (1990), Swasticore Records
- Beat Rodney Down (1993), conceptalbum Reich-O-Rama Records
- Pissing On Jew Pussies Split (1997), dubbel-cd in samenwerking met Ethnic Cleansing
- Affirmative Apartheid (2000), verzamel-cd (oud en nieuw werk) Tri-State Terror Records (later Resistance Records)

## Leden
- zang: Seth Putnam (The Honourable Reverend Fuckface Chainsaw)
- gitaar: Jim Crow
- bas : David Duke
- drums: Pontius Pilate